# This Is How I Feel
This Is How I Feel è il quinto album in studio del cantante statunitense Tank, pubblicato nel 2012.

## Tracce

### Edizione CD
1. Lonely (featuring Chris Brown) – 4:54
2. Your One – 3:47
3. Compliments (featuring T.I. & Kris Stephens) – 4:12
4. Don't Give Up – 3:28
5. Nowhere (featuring Busta Rhymes) – 3:31
6. Off Your Hands – 3:37
7. This Is How I Feel – 4:16
8. Next Breath – 3:30
9. Better Than Me – 3:53
10. Lost It All – 4:42

### Edizione digitale
1. How I Feel (Intro) – 2:10
2. Lonely (featuring Chris Brown) – 4:54
3. Your One – 3:47
4. Compliments (Interlude) – 1:27
5. Compliments (featuring T.I. & Kris Stephens) – 4:12
6. Don't Give Up – 3:28
7. Nowhere (featuring Busta Rhymes) – 3:31
8. Off Your Hands – 3:37
9. This Is How I Feel (Interlude) – 2:03
10. This Is How I Feel – 4:16
11. Next Breath – 3:30
12. Better Than Me – 3:53
13. Lost It All – 4:42